# ولادیسلاو دیدنکو
ولادیسلاو دیدنکو (اوکراینی: Владислав Діденко؛ زادهٔ ۱۹ سپتامبر ۱۹۹۲) بازیکن والیبال اهل اوکراین است.